# Ngatimoti
Ngatimoti est une localité située dans la région de Nelson, dans l’Île du Sud en Nouvelle-Zélande.

## Toponymie
Son nom Māori signifie "de Timothée".

## Situation
Ce village se trouve à environ 13 km au sud-ouest de la ville de Motueka, sur la rive droite de la rivière Motueka et date de 1855, quand les frères ‘Salisbury’ arrivèrent dans la vallée de cette rivière.

## Activités économiques
L’économie locale comprend des forêts, des vergers de pommiers, des fermes d’élevage de moutons et des fermes laitières.

## Accès
Cette localité est connectée à la ville de Motueka par la “Motueka Valley Highway” (autrefois la route State Highway 61/SH 61 (en)).

## Histoire
Le nom de ce village vient d’un Māori récemment converti au Christianisme qui grava son nom sur un arbre, là où se trouve maintenant l’école de ‘Ngatimoti’.
Le 1er janvier 1863, eut lieu dans ce village le premier rassemblement du mouvement religieux des Assemblées de Frères, chez un colon local, James George Deck (en), et lors du recensement de 1900, le mouvement représentait presque 2 % de la population totale de Nouvelle-Zélande. 
Ceci créa une tension entre les frères et les colons anglicans présents dans la vallée, d'autant que les Anglicans envoyèrent des troupes pour la deuxième guerre mondiale, alors que les frères adoptèrent une posture semi-pacifique. Le premier Néo-Zélandais à mourir dans le conflit était de ‘Ngatimoti’.
Une caractéristique du village est son atmosphère de paix et le respect pour une grande variété de styles de vie et de points de vue (fermiers conservateurs, hippies et personnes vivant en communautés). 
Le village a subi des inondations majeures en 1877 et 1990, à la suite d'une déforestation extensive de la zone escarpée entourant la région.

## Éducation
L’école de Ngatimoti est une petite école qui fut ouverte le 17 août 1868.

## L’église St. James
St. James est une église anglicane, qui fut érigée en 1884. 
L'édifice est construit en bois de tōtara et rimu, deux espèces endémiques de Nouvelle-Zélande.